# Zizina
Zizina is een geslacht van vlinders van de familie van de Lycaenidae, uit de onderfamilie van de Polyommatinae. De wetenschappelijke naam en de beschrijving van dit geslacht zijn voor het eerst gepubliceerd in 1910 door Thomas Algernon Chapman.

## Soorten
- Zizina emelina (de l'Orza, 1869)
- Zizina labradus (Godart, 1823)
- Zizina otis (Fabricius, 1787)
- Zizina oxleyi (C. & R. Felder, [1865])